# Саранкин, Виктор Иванович
Виктор Иванович Саранкин (1919—1999) — историк, педагог, участник Великой Отечественной войны.

## Биография
Виктор Иванович Саранкин родился в 1919 году. В 16 лет стал сотрудником краевой дальневосточной газеты, также печатался в газете «Сахалинский нефтяник». В 1941 году окончил Ленинградское морское военно-политическое училище. С 1941 года член КПСС. В годы Великой Отечественной войны воевал на Ленинградском фронте в составе 2-й особой морской бригады. Позже участвовал в обороне Заполярья. В 1959 год окончил исторический факультет Ленинградского государственного университета. В 1962 году стал действительным членом Всесоюзного Географического общества. В 1968 году стал ассистентом в ЛГУ. В 1970 году защитил кандидатскую диссертацию. В 1973 году был заместителем декана исторического факультета.
Научные труды Саранкина были посвящены истории освоения Севера, северного морского флота. Занимался подготовкой учебных и учебно-методических пособий по истории и географии.
Виктор Иванович Саранкин умер в 1999 году.

## Основные работы
- Сильнее льдов. Документальная повесть о ледовых капитанах М.В. и Н. М. Николаевых. М., 1963 (в соавторстве с А. Г. Николаевой);
- Как писать дипломную работу (методическое пособие для студентов-заочников ист. фак. университетов). Л., 1965 (в соавторстве с С. Л. Пештичем);
- Зов незаходящих звезд [Очерки]. Л., 1968.

## Награды
- Орден Красной Звезды;
- Два ордена Отечественной войны;
- Медаль «За отвагу»;
- Медаль «За победу над Германией в Великой Отечественной войне 1941—1945 гг.»;
- Медаль «За оборону Ленинграда»;
- Медаль «За оборону Советского Заполярья»;
- Два знака Советского комитета ветеранов войны.